# Adriatisk-joniska motorvägen
Adriatisk-joniska motorvägen (kroatiska: Jadransko–jonska autocesta, montenegrinska: Jadransko–jonski autoput/Јадранско-јонски аутопут, albanska: Autostrada Adriatiko-Joniane) är en framtida motorväg som är tänkt att gå längs med Adriatiska havets östra kust och Joniska havets kustlinje. Den kommer att börja i italienska Trieste, passera Slovenien, Kroatien, Bosnien-Hercegovina, Montenegro, Albanien och sluta i grekiska Kalamata. Delar av motorvägen är redan färdigställda och i bruk. När den står helt klar kommer den att passera sju länder och dess totala längd kommer att uppgå till 1 600 km.

## Översikt
Adriatisk-joniska motorvägen anses vara av nationellt intresse i Kroatien, Montenegro och Albanien. Dessa länder arbetar därför för att inkorporera motorvägsprojektet i de Paneuropeiska transportkorridorerna. Därmed hoppas de även kunna säkra internationellt finansiellt stöd för projektet. Delar av den planerade sträckningen är redan utbyggd, i synnerhet i Kroatien, vars territorium motorvägen till största del korsar. 

### Italien
Motorvägen kommer att starta i Trieste där den befintliga väganslutningen RA 13 ansluter till den italiensk-slovenska gränsen. 

### Slovenien
I Slovenien utgör A3 med anslutning till A1 en del av den Adriatisk-joniska motorvägen. Vidare sträckning mot den slovensk-kroatiska gränsen är ännu inte planerad. Den framtida motorvägen kommer dock att anslutas[när?] till det kroatiska motorvägsnätet vid den slovenska gränsstaden Jelšane.

### Kroatien

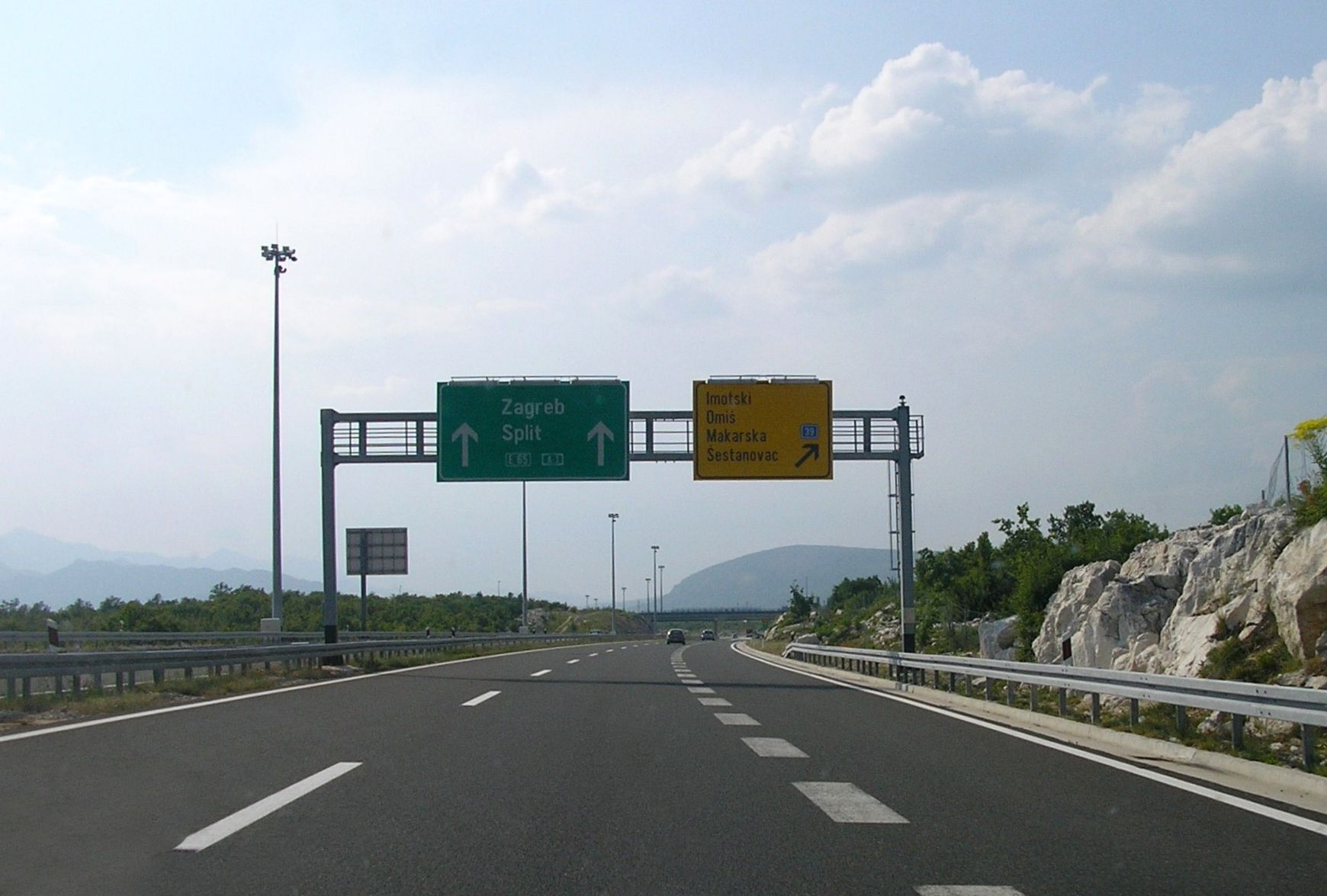
A1 i Kroatien, en del av Adriatisk-joniska motorvägen.

I Kroatien tar den Adriatisk-joniska motorvägen sin början vid den kroatisk-slovenska gränsen och den kroatiska gränsstaden Rupa. A7 är sedan tidigare färdigställd fram till Rijeka. Vid Žuta Lokva kommer A7 i framtiden att ansluta till A1 som är färdig till större delen (Žuta Lokva-Ploče). När den är helt färdigställd, kommer att ansluta till det Montenegro söder om Dubrovnik i sydligaste Kroatien. Vid Neum som tillhör Bosnien-Hercegovina och ligger vid en havsvik planeras motorvägen gå genom Bosnien-Hercegovina. Kroatien planerar för en bro över havsviken för att undvika bosniskt territorium, men har inte bestämt om den ska byggas eller man ska satsa på motorväg genom Bosnien.

### Bosnien-Hercegovina
Adriatisk-joniska motorvägens sträckning genom Bosnien är ännu inte bestämd. En tänkt sträckning är från den bosnisk-kroatiska gränsen, via staden Trebinje, till den bosnisk-montenegrinska gränsen. Bosnien-Hercegovina och Montenegro har sedan tidigare enats om att de båda ländernas framtida del av den Adriatisk-joniska motorvägen ska mötas vid gränsorterna Nudo-Aranđelovo. Kroatien ser hellre en sträckning över gränsen mellan Kroatien och Montenegro.

### Montenegro
Motorvägssträckningen genom Montenegro är ännu i planeringsstadiet. Den Adriatisk-joniska motorvägen är tänkt att gå från Nudo vid den montenegrinsk-bosniska gränsen, via huvudstaden Podgorica, till den montenegrinsk-albanska gränsen där den kommer att ansluta till det albanska motorvägsnätet vid gränsorten Božaj.

### Albanien
I Albanien utgör landsvägarna SH1 och SH4 delar av den Adriatisk-joniska motorvägen. Bygget av motorvägen har påbörjats. Vägen Shkodër – Hani i Hotit; 39 km lång invigdes den 5 juni 2013.

### Grekland
I Grekland fortgår 2011 utbyggandet av A5 och A9 som i sin tur ansluter till A7 som leder till Adriatisk-joniska motorvägens slut, staden Kalamata.